# ネアンドレイア
ネアンドレイア (古代ギリシア語: Νεάνδρεια)、ネアンドリオン (Νεάνδριον)、ネアンドロス (Νέανδρος)は、アナトリア半島北西部トローアス南西部に存在した古代ギリシア都市。現在のトルコ共和国チャナッカレ県エジネ郡チュール・ダーに位置しており、同じく古代都市遺跡として知られるアレクサンドリア・トローアスの9キロメートル東方に存在していた（ジョン・マニュエル・クックの記述に基づく）。この遺跡は1865年にフランク・カルヴァートによって歴史上のネアンドレイアに比定され、1889年にドイツ人建築家ロベルト・コルデヴェイにより初めて発掘調査が行われた。
『スーダ辞典』やビザンティウムのステファヌスの記述ではNとLを誤って「レアンドレイア」 (Λεάνδρεια) 「レアンドロス」 (Λέανδρος)とも書かれている。

## 歴史

### 草創期
アルカイック期に建設されたネアンドレイアの初期の歴史は明らかになっていない。クレタのディクテュス作とされた4世紀作の偽書『トロイア戦争日誌』でよく知られているところによれば、ネアンドレイアは伝説上の王キュクノスが治めた地で、彼がトロイア戦争初日にアキレウスに殺された後にネアンドレイアも略奪されたのだという。しかしトロイア戦争の起きた紀元前2千年紀にネアンドレイア（チュール・ダー）に人が住んでいた痕跡は見つかっておらず、またキュクノスも近隣のコローナイやテネドスなどといった都市に関連する人物とされることが多い。ネアンドレイアに人が住みついたのは、おそらくこの地が防衛上有利で、2つの道、すなわちトローアス西岸を南北に走る道と、海からカラメンデレス川峡谷半ばへと続く東西の道が交わる地点だったからである。かつてネアンドレイアが存在したチュール・ダーは最高点の標高が520メートル、周囲1,400メートル、幅最大450メートルの花崗岩の山である。近くには石切り場もあり、包囲戦に備えて防備を整えるために利用されていた可能性もある。都市住民は主にサモニオンの野という地で耕作していた。これはネアンドレイアの東のカラメンデレス川峡谷の半ばの領域を指しているのではないかとされている。
チュール・ダーで最も古い遺跡は紀元前6世紀のものである。そこには神殿、アゴラ、柱廊などがあり、遺跡の西端には防衛設備が見つかっている。神殿で祀られているのはアポローンだとされている。というのも、紀元前500年ごろのネアンドレイアの硬貨や碑文に、アポローンに捧げられた像に関する記述がみられるからである。街の主門から1キロメートルほど離れた場所で、古典古代のものとされる岩に刻まれた碑文が見つかっており、これはゼウスに捧げられた聖なる林が存在していたことを示唆している。また他のチュール・ダー周辺で見つかった碑文は、都市の領域内にディオニューソスの神殿が存在していたことを示唆している。紀元前4世紀に書かれたとされる偽スキュラクスの『ペリプルス』は、ネアンドレイアがアイオリス人に起源を有しているとしている。このことは紀元前6世紀のネアンドレイアの碑文群がギリシア語アイオリス方言で書かれていたことからも裏付けられている。その一方で、紀元前5世紀後半から紀元前4世紀に書かれたプリアーポスへの献呈辞では、すでにアイオリス方言が使われなくなっている。

### ギリシア都市
紀元前5世紀、ネアンドレイアはデロス同盟に加盟し、紀元前454/3年や紀元前410/9年にヘレスポントス地方の一部として2000ドラクマをアテナイに納めている記録がある。後者の年の後間もなく、おそらくアテナイが紀元前404年にペロポネソス戦争で敗北したのを受けて、ネアンドレイアはダルダノスの僭主ゼニスの影響下に入った。ゼニスはアケメネス朝ペルシアのサトラップであるファルナバゾスの代理としてトローアスを支配した。ゼニスやその妻で後継者のマニアの時代、ネアンドレイアにはギリシア人の部隊が駐屯した。紀元前399年、スパルタの将軍デルキュリダスがこの守備隊を駆逐し、ネアンドレイアをペルシアの支配から解放した。考古学調査から、紀元前5世紀後半か紀元前4世紀前半に新たな市壁が建てられていたことが分かっている。花崗岩の切り石積みで、長さ3.2キロメートル、厚さ2.9メートル、囲まれる範囲は40ヘクタールに及んでいた。この城壁がゼニスやマニアにより建てられたのか、デルキュリダスによる解放後のものなのかは不明である。紀元前4世紀後半、チュール・ダーの遺跡ではさらなる拡張が起きた。都市の西側には矩形格子状の住宅街が広がり、一連の排水設備が整備され、おそらく劇場もあった。発掘者たちは、この時代のネアンドレイアには230戸の家があり、約2,500人の住民が暮らしていたと推定している。

### 衰退
紀元前310年ごろ、アンティゴノス朝マケドニアの建設者アンティゴノス1世モノフタルモスが、ネアンドレイアを含むトローアスの諸都市を糾合する中心都市としてアンティゴニア・トローアス（紀元前301年以降にアレクサンドリア・トローアスに改名）を建設した。この都市で鋳造された最も古い硬貨は、草をはむ馬を描いたネアンドレイアの硬貨の形式を踏襲しており、この図案は古代を通じてアレクサンドリア・トローアスの硬貨に現れる都市エンブレムとして受け継がれ続けた。アンティゴニア・トローアスの成立した時点で、ネアンドレイアは政治的独立を失っており、1世期の大プリニウスは彼の時代に現存しないトローアスの集落の一つにネアンドレイアを挙げている。しかし、チュール・ダー近くでローマ時代の石棺が見つかっており、ネアンドロスとエピティンカニオンという2人の男性が葬られていることから、おそらくネアンドレイアはアレクサンドリア・トローアスのデーモスとして人が住む地であり続けていたと考えられている。